# Сауседа (Пінофранкеадо)
Сауседа (ісп. Sauceda) — невелике поселення у складі іспанського муніципалітету Пінофранкеадо, автономна спільнота Естремадура. Поселення розташоване на березі річки Лос-Анджелес, населення становить 77 осіб. 
Назва походить від верби, яка часто зустрічається уздовж річки Лос-Анджелес.
Точна дата заснування поселення невідома, проте імовірно воно було засноване ще до римських часів.

## Транспорт
Через населений пункт проходить дорога місцевого значення СС-157, яка прямує до Пінофранкеадо, де з'єднується з міжрегіональною дорогою EX-204. Автобусного сполучення з іншими населеними пунктами немає. 

## Галерея

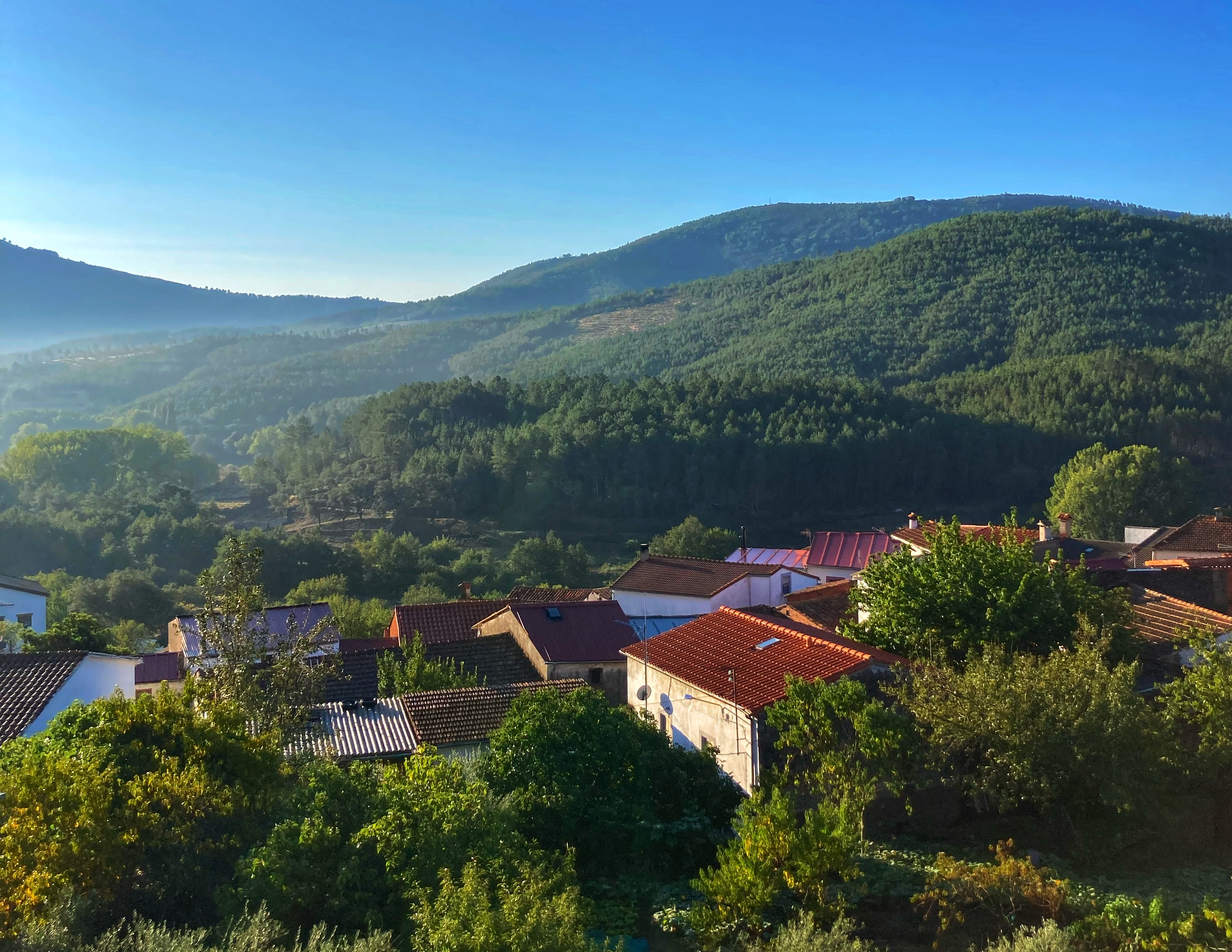
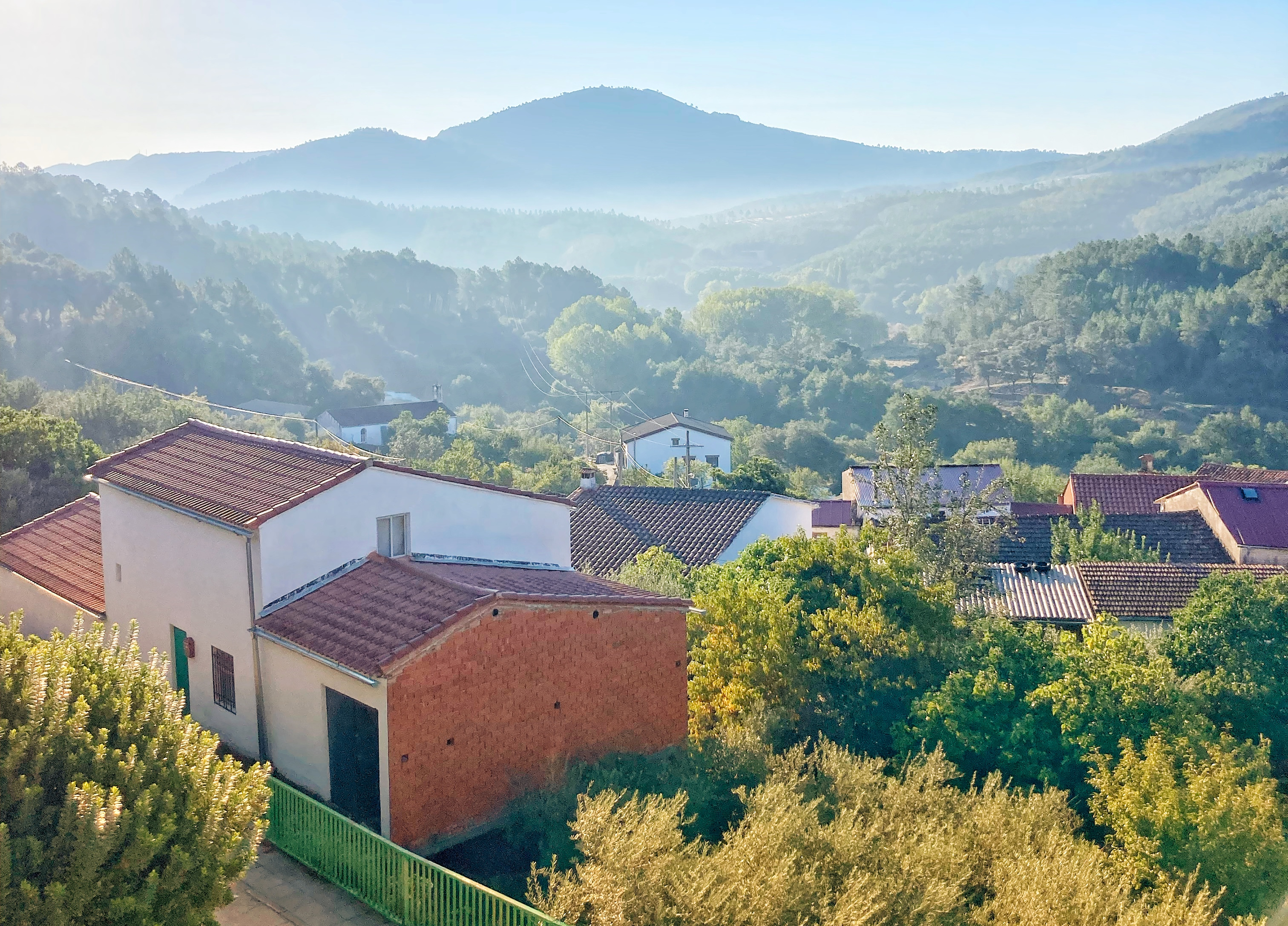
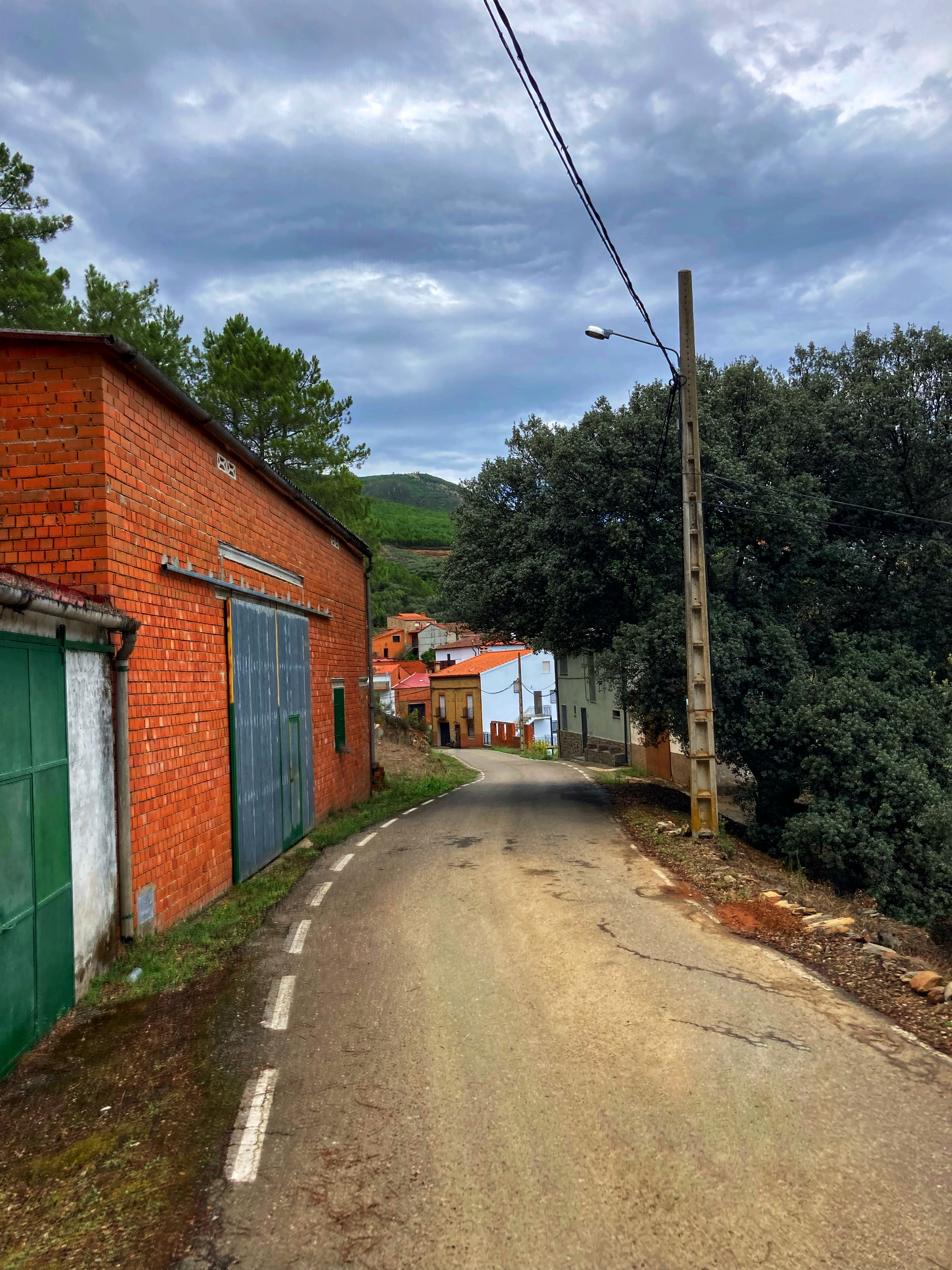
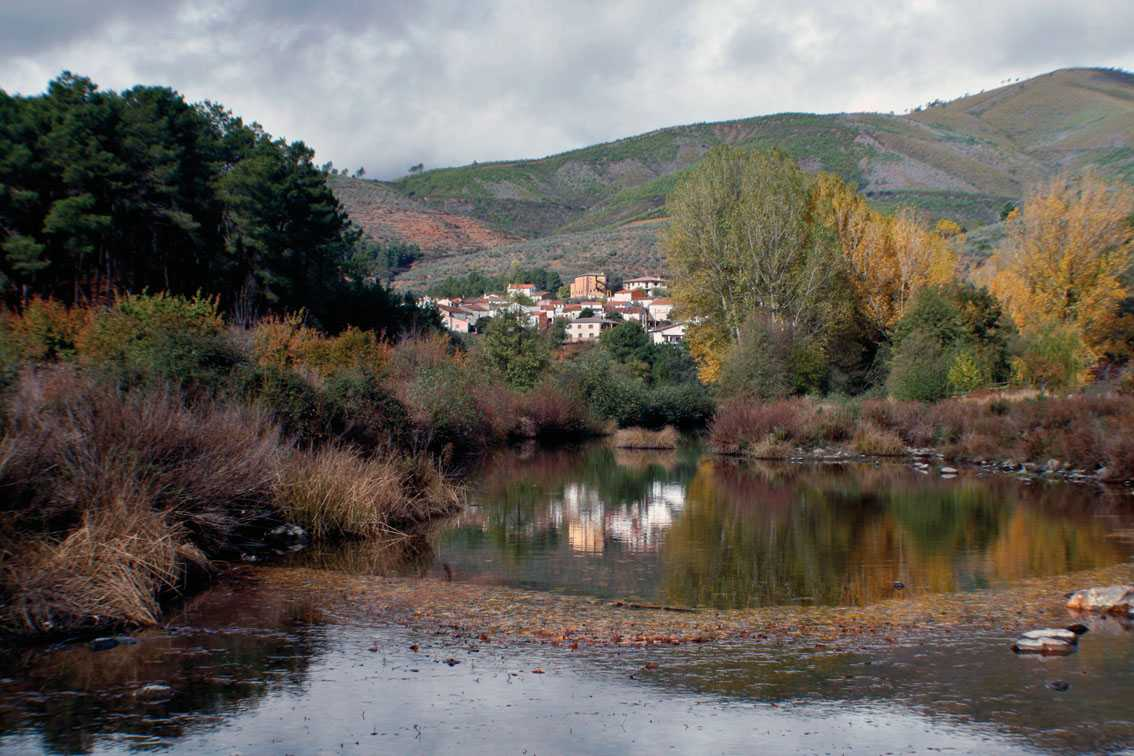